# Marko Annala
Marko Kristian Annala, född 1972 i Joutseno, är en finländsk musiker och författare. Han är grundare, sångare och huvudlåtskrivare i bandet Mokoma. Annala är bland annat känd för sin speciella sångstil. Dessutom spelar Annala också gitarr och skriver låtar för andra artister.
Annala har publicerat tre romaner: Värityskirja (2017), Paasto (2018) och Kuutio (2020). Värityskirja har vunnit Tiiliskivi-priset. 
Marko Annalas fru är thaiboxaren och författaren Inga Magga.